# Roland (Waffensystem)

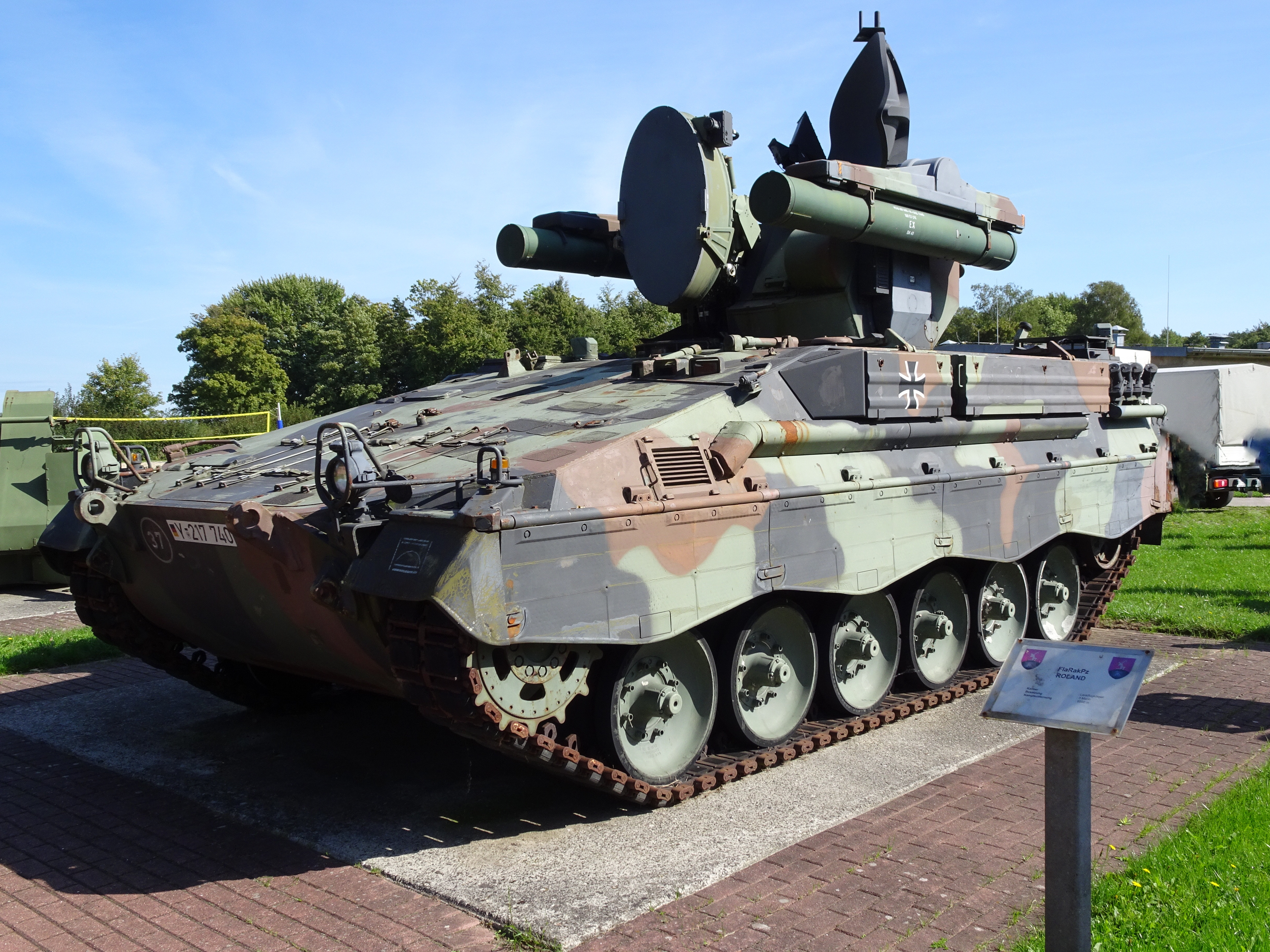
FlaRakPz Roland

Roland ist ein Flugabwehrraketensystem zur Bekämpfung tief- und tiefstfliegender Luftfahrzeuge, das in den 1970er-Jahren in deutsch-französischer Kooperation entwickelt wurde. Als Waffensystem ist es allwetterfähig, autonom und ECM-resistent. In der Bundeswehr wurde das Flugabwehr-System in unterschiedlichen Versionen in der Materialverantwortung des Heeres von den drei Teilstreitkräften Heer, Luftwaffe und Marine genutzt. Die Einführung des Waffensystems Roland verlief in Stufen zwischen 1981 und 1994. Im Zuge der Strukturveränderungen der Bundeswehr wurden ab Ende der 1990er-Jahre in allen Teilstreitkräften, beginnend bei der Marine, Einheiten aufgelöst, die Waffensysteme außer Dienst gestellt und teilweise langzeitgelagert. Die letzten Systeme wurden Ende 2005 aus der Nutzung genommen.

## Geschichte

### Entwicklung und Einführung
Die Entwicklung des Waffensystems Roland begann als bilaterales Technologie-Vorhaben in Umsetzung der im Elysée-Vertrag von 1963 vereinbarten militärischen Kooperation zwischen Deutschland und Frankreich mit einem Regierungsvertrag vom Oktober 1964. Industrieseitig bildeten die deutsche Messerschmitt-Bölkow-Blohm (MBB) in Ottobrunn und die französische Aérospatiale  in Chatillon die gemeinsame Managementfirma Euromissile G.I.E. in Fontenay-aux-Roses, die als Generalunternehmer Vertragspartner der beiden Länder wurde. Amtsseitig wurden auf der Ebene der Verteidigungsministerien ein Direktions- und Lenkungsausschuss gebildet und als ausführende, koordinierende Behörde 1969 das Bureau de Programmes Franco-Allemand (BPFA) in Rueil-Malmaison aufgestellt.

FlaRakPz 1 ROLAND II (Prototyp, 1977)

Die bilaterale Entwicklung bis zur Serienreife des Waffensystems war jedoch wegen der Komplexität des Systems zeitraubender und kostspieliger als ursprünglich geplant. Mit dem Eintritt der USA in das Programm 1975 als Partner erfolgten zusätzliche umfangreiche trilaterale Erprobungskampagnen, die zu zahlreichen Modifikationen insbesondere zur Härtung gegen elektronische Störmaßnahmen führten. Besondere Maßnahmen waren auch bei der Herstellung der Versorgbarkeit, der Bereitstellung von Instandsetzungsausstattungen, Mess- und Prüfmitteln sowie der Verfügbarkeit von Ausbildungsgeräten und Simulatoren erforderlich. Nach der Erklärung der Eignung des FlaRakPz für den taktischen Einsatz erfolgte die Ausstattung der Heeresverbände ab 1981 parallel zur Restentwicklung und Einführung logistischer Anteile. Für Luftwaffe und Marine wurde das Waffensystem in einem Shelter integriert. Allerdings musste nach Priorisierungen einer Rüstungsklausur wegen der Finanzierung der Tornado-Beschaffung zunächst auf die Einführung verzichtet werden. Die Einführung der FlaRakRad konnte erst ab 1987 realisiert werden, nachdem mit den USA 1983 eine kooperative Beschaffung von Waffensystemen Patriot und Roland vereinbart worden war. Dieser deutsch/US-amerikanische Vertrag war auch die Grundlage für die Entwicklung des Flugabwehrgefechtsstand Roland (FGR), der 1988 eingeführt wurde.

### Weiterentwicklung
1984 begannen erste Arbeiten zur Definition und Entwicklung einer Kampfwertsteigerung (KWS) mit den Schwerpunkten der Einführung eines Infrarot-/Laser-Visiers, einer verbesserten Systemlogik und eines leistungsgesteigerten Flugkörpers. Als 1992 jedoch nach den sicherheitspolitischen Veränderungen erkennbar wurde, dass die Beschaffung aller KWS-Anteile nicht finanzierbar sein würde, wurde das Vorhaben auf eine Nutzungsdauerverlängerung (NDV) reduziert.
Im Frühjahr 1991 konnte eine Verlegung von FlaRakRad der FlaRakGrp 42 in die Türkei zum Schutz dortiger NATO-Basen nur unter großen Schwierigkeiten erfolgen. Dies führte zur kurzfristigen Entwicklung eines in Transall C-160 transportierbaren Sonderaufbaus (FlaRakRad lvb), der ab 1994 durch Umrüstung vorhandener FRR eingeführt wurde.

### Ausmusterung und Nachfolge
Wegen der nach 1990 veränderten Bedrohungslage, der sich abzeichnenden neuen Einsatzprioritäten der Bundeswehr und der daraus resultierenden Strukturveränderungen wurden jedoch die NDV-Maßnahmen bis zur Ausphasung der Systeme bei den drei Teilstreitkräften ab 2002 nur teilweise realisiert. Während die Roland-Waffensysteme der Luftwaffe 2003 im Vorgriff auf das noch in der Entwicklung befindliche Medium Extended Air Defense System (MEADS) außer Dienst gestellt wurden, endete 2005 die Nutzung des Waffensystems Roland auch im Heer. Die Fähigkeit der bodengebundenen, raketengestützten Flugabwehr für den Nahbereich wurde in der Bundeswehr seitdem nur noch durch das kleinere Waffensystem Ozelot auf Stinger-Basis abgebildet. MEADS wurde aufgrund ausufernder Kosten nicht beschafft. Stattdessen plant die Bundeswehr, IRIS-T-SLS-Systeme auf Boxer-Radpanzern zu beschaffen, um die Fähigkeiten von Roland wiederzuerlangen.

## Technik

### Lenkflugkörper

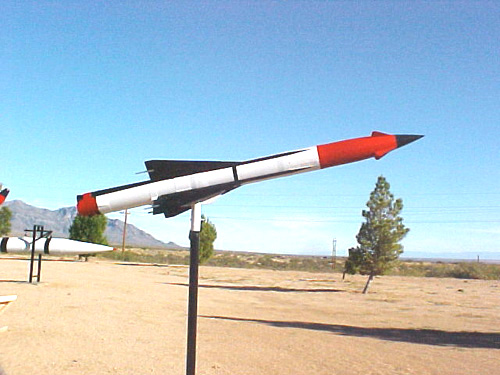
Roland-Rakete im White Sands Missile Range Museum

Für das Waffensystem Roland wurden verschiedene Lenkflugkörper (LFK) entwickelt: Der LFK Roland-1 war die Klarwetterversion (ohne Peilsender) und wurde nicht bei der Bundeswehr eingeführt. Der LFK Roland-2 und die leistungsgesteigerte Version Roland-3 sind als Allwetterversionen mit Peilsendern ausgestattet. Für Ausbildungs- und Erprobungszwecke gab es einen LFK Roland-2 mit Blitzlichtladung anstelle des Gefechtskopfes, der nur für das Heer beschafft worden war. Der Gefechtskopf ist mit einem Annäherungs- und Aufschlagzünder ausgestattet; der Annäherungszünder kann vor dem Start des Flugkörpers ausgeschaltet werden. Ins Ziel gesteuert wurde der Flugkörper mittels vom Kommandosender abgestrahlten Lenkkommandos. Eine technologische Besonderheit ist das Lenkverfahren durch Strahlablenkung statt der üblichen Flugkörperlenkung durch aerodynamisch wirkende Stellflächen. Die Flugkörper haben Feststoff-Start- und Marschtriebwerke, sind wartungsfrei, langzeitlagerfähig und werden ohne weitere Vorbereitungen aus den Start- und Lagerbehältern gestartet. Durch Überwachung und Auswertung aller Schießvorhaben konnte eine technische Verfügbarkeit von fast 98 % nachgewiesen werden.
| Kenngröße                                     | Roland-2 | Roland-3 |
| --------------------------------------------- | -------- | -------- |
| Länge:                                        | 2,70 m   | 2,70 m   |
| Durchmesser (mit Startrohr):                  | 0,27 m   | 0,27 m   |
| Startmasse:                                   | 65 kg    | 77 kg    |
| Gefechtskopfgewicht:                          | 6 kg     | 8,9 kg   |
| Geschwindigkeit (konstant über die Flugzeit): | 500 m/s  | 675 m/s  |
| Reichweite:                                   | 6.300 m  | 8.000 m  |
| Höhenreichweite:                              | 3.000 m  | 5.000 m  |

### Waffensystem

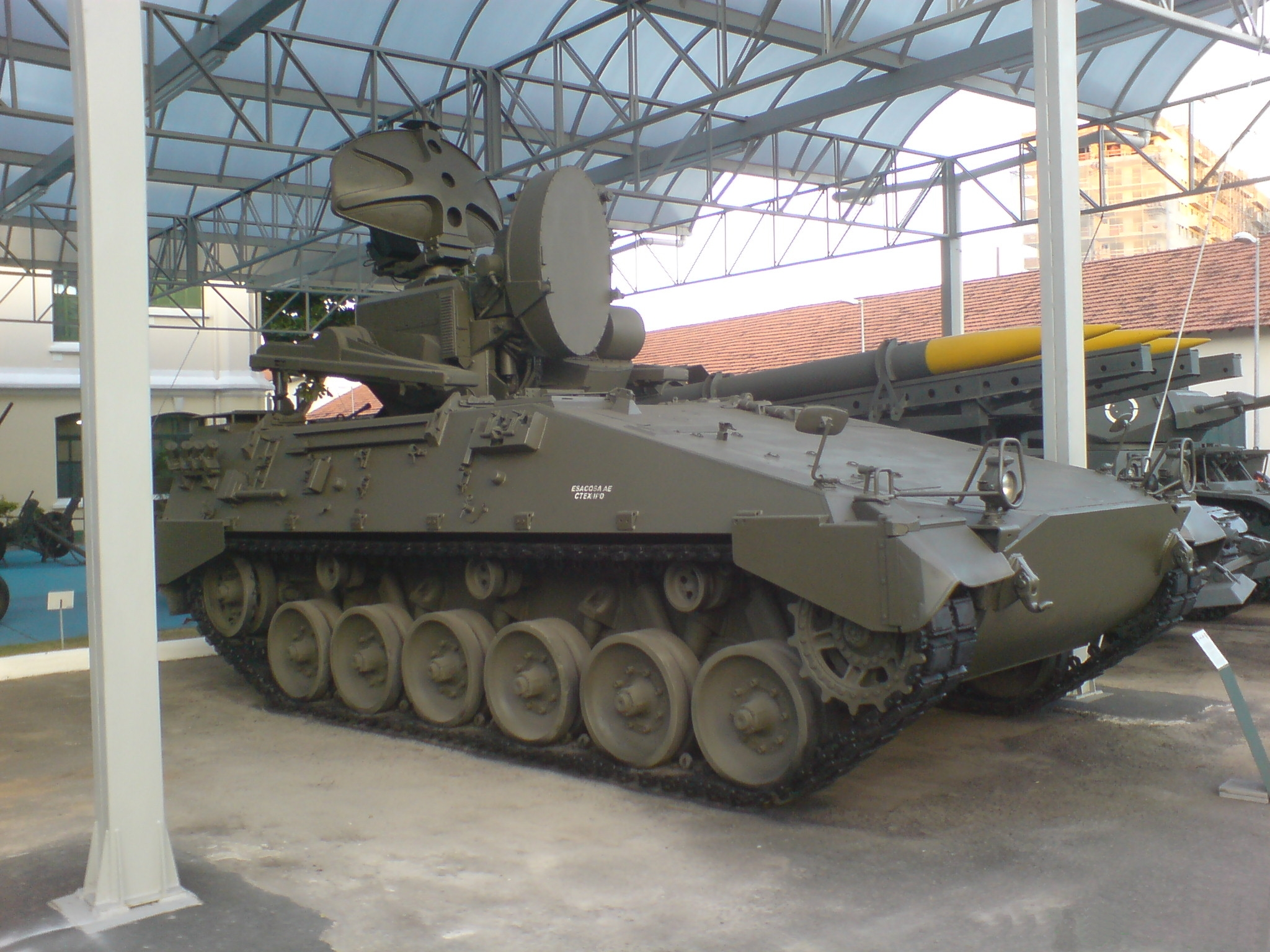
Roland-Waffensystem (FlaRakPz auf Marderfahrgestell, Exportversion Brasilien)

Das System besteht aus dem um 360° drehbaren Turm, den in der Wanne/SARO verbauten Anlagen und Komponenten und den seitlichen, parallel zur Fahrzeuglängsachse liegenden Magazinen. Der Turm setzt sich zusammen aus der Glocke mit den Radarantennen und den Richteinheiten, der Grundplatte mit der Hydraulikanlage, dem Zentralrechner, der Logik und der Kommandoanlage sowie der Bühne mit Visier und Visierelektronik, der Turmsteuerung und dem Richtschützenplatz. Am Heck des Turms befindet sich die aufklappbare Antenne des Suchradar zur Überwachung des Luftraumes; das Radar hat eine Aufklärungsreichweite von 16.000 m und eine Aufklärungshöhe von 3.000 m. Das Folgeradar für die Erfassung und Verfolgung des Flugziels bis 16.000 m Reichweite befindet sich vorn am Turm, daneben das Visier, die Antenne des Kommandosenders sowie beidseitig die Ladearme (Werfer), mit denen die Flugkörper in den Startrohren aus den Magazinen gegriffen werden und von denen aus der Start erfolgt. Bei der Schussauslösung fährt der Munitionsstecker eines Ladearms (Werfers) in den Flugkörper ein und verbindet ihn mit der Logik. Dabei werden die Flugkörperdaten übermittelt, die Frequenzen von Peil- und Kommandosender sowie die Codes mit den Empfängern im Flugkörper abgeglichen. Anschließend wird die Startsequenz durch Zündung der Triebwerke eingeleitet und der Flugkörper verlässt das Startrohr, sobald der Munitionsstecker zurückgefahren ist.
Nach der Beendigung des Bekämpfungsvorgangs wird der Turm durch Betätigen des Drucktasters „Laden“ automatisch in Ladeposition gefahren und verriegelt; leere Startrohre werden abgeworfen. Die Magazindeckel werden automatisch geöffnet, damit die sich absenkenden Ladearme jeweils einen neuen LFK aus dem Trommelmagazin (Stangenmagazin beim FRR lvb) entnehmen können. Aus der ungünstigsten Position des Turms dauert das Nachladen maximal 12 s. Während des Nachladens ist das Waffensystem nicht kampffähig.
Die Stromversorgung erfolgt durch eine EVA (EnergieVersorgungsAnlage) in Form eines Vierzylinder-Dieselmotors. Der angeflanschte Drehstromgenerator liefert die benötigte Grundspannung, die von einem Gleich- und einem Wechselrichter in die Bordnetzspannung umgewandelt wird. Im „Verteiler-Turm“ sowie in der „Verteiler-Wanne“ werden die Endverbraucher angesteuert. Da der Turm um 360° drehbar ist, werden Signale und Strom über im Boden der Bühne liegende Schleifringe übertragen.
Die Energieversorgung wird beim FRP durch ein in der Wanne des Panzers eingebautes Aggregat sichergestellt. Der FRR führt hierzu hinter dem SARO die 1400 kg schwere Energieversorgungsanlage EVA mit.
Das im FRP eingerüstete Kommandantensichtmittel besteht aus zwei nachtsichttauglichen, schwenkbaren Kameras, die auf dem Bug und dem Heck angebracht sind und dem Kommandanten auf einem Monitor eine 360°-Überwachung des Umfeldes um die Waffenanlage ermöglichen.
Das System kennt vier aufeinander aufbauende Betriebszustände:
| Betriebszustand | Beschreibung | Zeit  | Skizze           |
| --------------- | --- | ----- | ---------------- |
| 1. Grundzustand | Turm, Richteinheit und Antennen angeklappt in Ruhestellung verriegelt. Stromversorgung und Hydraulik aus         | 3 min | Betriebszustände |
| 2. Überwachen   | Stromversorgung ein, Suchradar aufgeklappt und in Betrieb.                                                       | 15 s  | Betriebszustände |
| 3. Bereitschaft | Ladearme in 90°-Position, FR-Antenne aufgeklappt und verriegelt, Hydraulikdruck Wanne aufgebaut                  | 16 s  | Betriebszustände |
| 4. Bekämpfung   | wie 3, zusätzlich Visierklappe des optischen Visiers geöffnet, Turm, Folgeradar und Richtanlage sind entriegelt. | 2 s   | Betriebszustände |

Die angegebenen Zeiten geben an, wie lange es dauert, um aus dem angegebenen Zustand den nächsten Betriebszustand zu erreichen.

### Betriebsarten und Zielbekämpfung

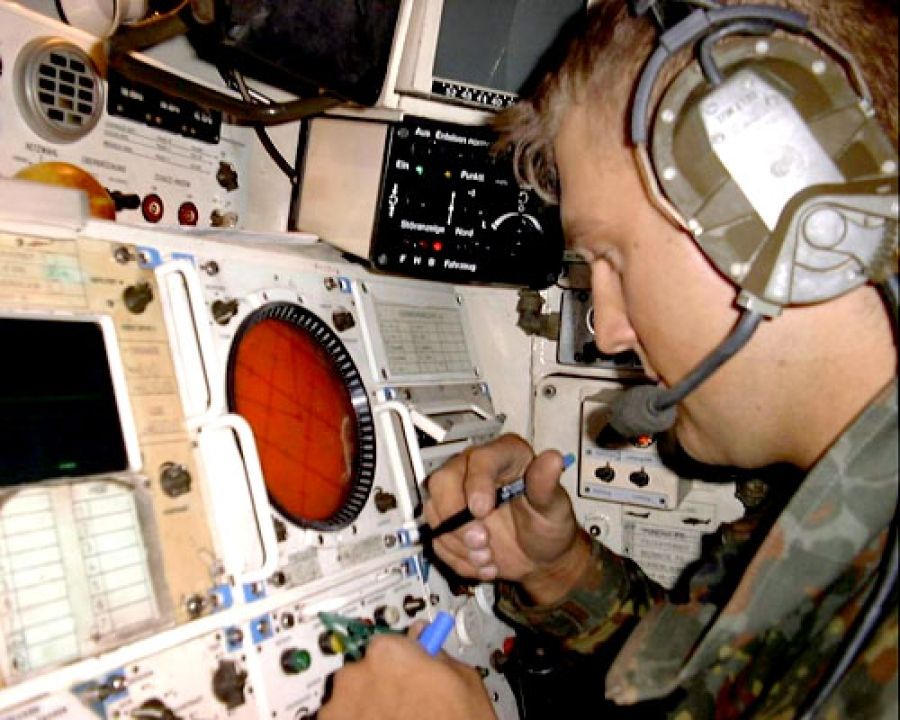
Kommandant während einer Übung, 2003

Die Waffenanlage kann in den Betriebsarten RADAR, OPTISCH und Mischbetrieb betrieben werden. Der Kommandant wählt je nach Einsatzsituation eine der drei Betriebsarten aus, wobei der Mischbetrieb die optimale Ausnutzung der Flugabwehrwaffe bietet. Die Wahl der Betriebsart ist abhängig von taktischen und meteorologischen Gesichtspunkten.
In der Betriebsart RADAR liegt die Führung der Flugabwehrwaffe während der Betriebsphasen Suchen, Zuweisen und Erfassen eines Zieles beim Kommandanten und geht nach Aufschaltung durch das Folgeradar an das Radar über. Die Zielverfolgung und das Nachführen der Werfer erfolgen automatisch. Bei Eintritt des Zieles in den Schießbereich erhält der Kommandant die Schussfreigabe, er startet den Flugkörper, der automatisch in das Ziel gelenkt wird.
In der Betriebsart OPTISCH weist der Kommandant dem Richtkanonier das zu bekämpfende Ziel zu. Dadurch wird der Turm auf das Flugziel ausgerichtet und der Höhensuchbereich begrenzt. Nach dem Auffassen des Ziels im Fadenkreuz der Visier-Optik übernimmt der Richtkanonier die Führung der Flugabwehrwaffe und verfolgt das Ziel optisch. Bei Eintritt des Zieles in den Schießbereich erhält der Richtkanonier vom Kommandanten die Schussfreigabe und startet den Flugkörper. Der Richtkanonier verfolgt das Ziel weiterhin im Fadenkreuz und lenkt dadurch den Flugkörper automatisch in das Ziel.
In der Betriebsart "Mischbetrieb" laufen die Betriebsarten RADAR und OPTISCH bedienungsmäßig parallel ab; Folgeradar und Visier sind gekoppelt und können unabhängig in den Betriebsphasen Verfolgen und Bekämpfen die Führung der Flugabwehrwaffe übertragen bekommen. Diese Möglichkeit des Wechsels zwischen den Betriebsarten schafft das beste Trefferergebnis, insbesondere zur Abwehr elektronischer Gegenmaßnahmen des Luftfeindes.
Dem Kommandanten obliegt in allen drei Betriebsarten das „Scharfmachen“ des Lenkflugkörpers mit seinem Pedal (treten = Feuerfreigabe; entlasten = Scharfmachen des Gefechtskopfes).
Erwähnenswert ist die Möglichkeit der „Neutralisation“ des LFK während der gesamten Flugphase, um beispielsweise eine Gefährdung eigener LFZ zu verhindern. Durch Drücken des Neutralisationsknopfes explodieren kleine Sprengladungen an den Flügeln des Lenkflugkörpers und reißen seine Außenhülle auf. Durch den daraus entstehenden Druckverlust im Staurohr des LFK wird der Gefechtskopf wieder gesichert und der LFK zum Absturz gebracht. Nach einem Treffer wird der Bekämpfungsvorgang durch "Neutralisation" beendet.
Die Identifizierung der Ziele im Erfassungsbereich des Suchradars erfolgt durch die Abfrage der Freundkennung durch das Sekundärradar; die Anzeige erfolgt auf dem Suchradarbildschirm.
Über spezielle Schnittstellen können externe Zielzuweisungen erfolgen und vom Kommandanten empfangen werden.
Der Flugabwehrgefechtsstand Roland (FGR) kann für einen Verbund von Waffensystemen FRR mit einer Reichweite seines Radars von 60.000 m die Luftraumüberwachung übernehmen. Der sich daraus ergebende Vorteil ist, dass lediglich eine einzige zu ortende Radarquelle aktiv ist; die Übermittlung des Luftbildes an die einzelnen Systeme erfolgt über Funk. Bei Ausfall des FGR kämpfen die einzelnen Waffenanlagen autonom.

### Technische Daten
| Kenngröße                            | Heer | Luftwaffe Marine                                                                                      | Luftwaffe |
| ------------------------------------ | --- | --- | --- |
| Bezeichnung:                         | FRP, mod SPz Marder | FRR, Lkw 15 t mil gl                                                                                  | FRR lvb, Lkw 7t mil gl mod. |
| Masse:                               | 35.000 kg | 27.300 kg                                                                                             | 23.300 kg |
| Länge:                               | 7,13 m | 9,85 m                                                                                                | 9,50 m |
| Breite:                              | 3,24 m | 2,90 m                                                                                                | 2,50 m |
| Höhe im Grundzustand (fahrbereit): 1 | 2,92 m | 3,96 m                                                                                                | 3,98 m |
| Höhe im Bereitschaftszustand: 2      | 4,63 m | 5,7 m                                                                                                 | 5,75 m |
| Panzerung:                           | ja | nein 3                                                                                                | nein |
| Besatzung:                           | 3 | 3 | 3 |
| Kampfbeladung LFK:                   | 2+8 Trommelmagazine | 2+8 Trommelmagazine                                                                                   | 2+8 Stangenmagazine |
| Motorleistung:                       | 600 PS (17 PS/t) | 360 PS (13,2 PS/t)                                                                                    | 320 PS (13,7 PS/t) |
| Höchstgeschwindigkeit:               | 70 km/h | 86 km/h                                                                                               | 90 km/h |
| Tankinhalt:                          | 650 l | 400 l                                                                                                 | 400 l |
| Reichweite: 4                        | 500 km | 800 km                                                                                                | 800 km |
| Wattiefe:                            | 1,5 m | 1,2 m                                                                                                 | 1,2 m |
| Ausstattung:                         | Nebelmittelwurfanlage, Kommandantensichtmittel, 2 FuGerS SEM 80/90, ABC-Anlage, Klimaanlage, Fahrzeugnavigationsanlage FNA/FOA, Wateinrichtung | Nebelmittelwurfanlage, 2 FuGerS SEM 80/90, ABC-Anlage, Klimaanlage, Fahrzeugnavigationsanlage FNA/FOA | Nebelmittelwurfanlage, 2 FuGerS SEM 80/90, ABC-Anlage, Klimaanlage, Fahrzeugnavigationsanlage FNA/FOA, Solarpanel, GPS-Ausstattung |
| Zusatzausrüstung:                    | Handwaffen | Handwaffen                                                                                            | Handwaffen |

Kenndaten Radargeräte / Sender
Suchradar:
Frequenzband: 2 Kanal L-Band, 60 Frequenzen;
Prinzip: Pulsdoppler; Antennenumlauf: 1 U/s;
Erfassungsreichweite: 1,5–16 km;
Erfassung in der Höhe: 0–3.000 m;
Auflösung: 500 m, Genauigkeit 300 m;
Entdeckungswahrscheinlichkeit: > 90 %
IFF-Gerät:
Sendeleistung: Ca. 12 W;
Abfragefrequenz: 400 Hz; Sendefrequenz: 1030 MHz, Empfangsfrequenz: 1090 MHz
Folgeradar:
Frequenzband: 2 Kanal Ku-Band, 3 Frequenzen;
Prinzip: Monopuls;
Antennenbewegung: Höhe −10° – +80°, links −10°, rechts +8°; Suchzyklus: ca. 1,8 s;
Erfassungsreichweite: 0,75–15 km; Integriertes IR-Goniometer
Kommando-Sendeanlage:
Frequenzband: Ku-Band, 3 Frequenzen;
Abdeckung: −10° - +80°

### SARO
Als Sonderaufbau Roland bezeichnet man den Kofferaufbau, in dem in der Ausführung FRR das eigentliche Waffensystem untergebracht ist. Der vollklimatisierte SARO besitzt einen ABC-Vollschutz und eine Schalldämmung von 79 dbA.
Das Auf- oder Absetzen des SaRo auf den LKW wird manuell mittels zweier mitgeführter, seitlich anzubringender Absetzvorrichtungen durchgeführt.
| Kenngröße | Daten                                         |
| --------- | --------------------------------------------- |
| Länge:    | 4,7 m                                         |
| Breite:   | 2,84 m                                        |
| Höhe:     | 1,7 m                                         |
| Gewicht:  | - ohne WaSys: 2.100 kg - mit WaSys: 10.500 kg |

### Flugabwehrgefechtsstand Roland (FGR)

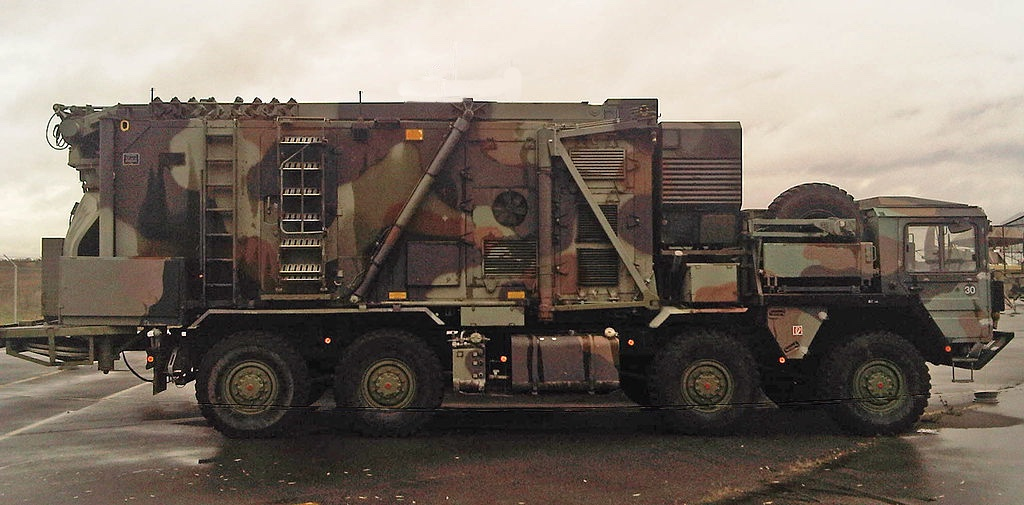
Flugabwehrgefechtsstand Roland: Antenne in Fahrstellung

Der Flugabwehrgefechtsstand Roland (FGR) ist ein autonomes, mobiles Führungssystem mit integriertem Rundsuchradar auf Lkw 15 t gl MAN. Er dient der Luftraumüberwachung sowie der Einsatzführung eines Verbundes von Flugabwehrwaffen. Ein FGR kann per Datenübertragung (Funk/Draht) bis zu 10 FRR führen; weitere 30 Flugabwehr-Waffensysteme, z. B. Trupps, die mit LFK Stinger ausgestattet sind, können angeschlossen werden.
| Kenngröße          | Daten                                    |
| ------------------ | ---------------------------------------- |
| Radargerät:        | 2D-Puls-Doppler-Radar                    |
| Erfassungsbereich: | Reichweite: 60 km Höhenabdeckung: 6000 m |
| Zielspuren:        | 127, davon 50 geführt                    |
| max. Antennenhöhe: | 12 m                                     |
| Auf-/Abbauzeit:    | ca. 15 Minuten                           |
| Besatzung:         | 3                                        |
| Fahrzeug:          | Lkw 15 t mil gl 8×8 MAN                  |
| Länge:             | 11,3 m                                   |
| Breite:            | 2,9 m                                    |
| Höhe:              | 3,96 m                                   |
| Gesamtgewicht:     | 28,5 t                                   |
| Stromversorgung:   | integriertes SEA 38 kVA                  |

### Ausbildung

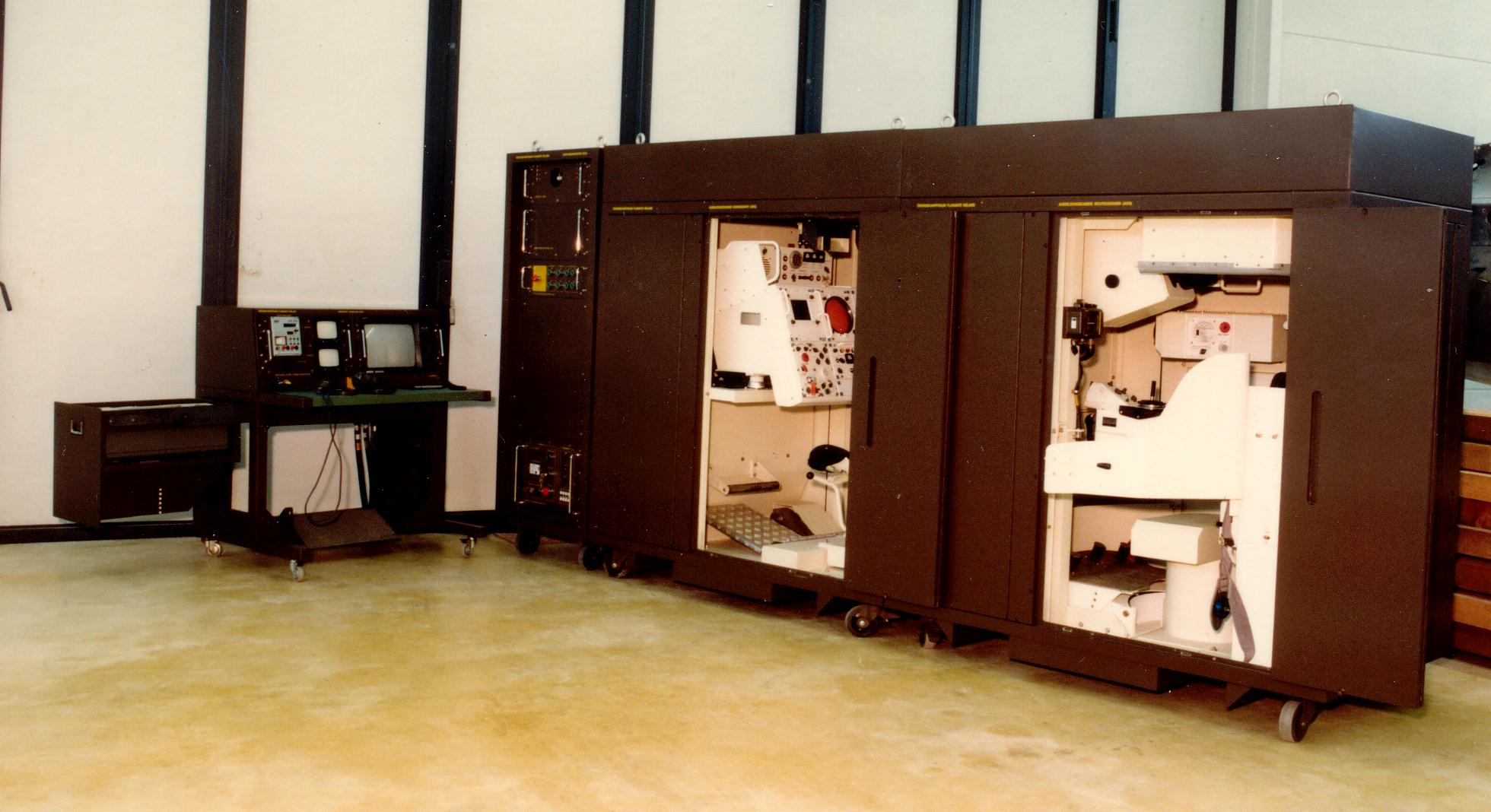
Übungskampfraum zur Bedienerschulung

Die Ausbildung am Waffensystem Roland wurde in allen Bereichen konsequent mit Hilfe von Simulatoren durchgeführt. Für die Schulung von Richtkanonieren und Kommandanten in der Bedienerschulung, in der Schulung und im In-Übung-Halten der Kampfbesatzung und in der Vorbereitung auf das Schießen stand der Übungskampfraum als rechnergestützte Nachbildung der Waffenanlage in allen TSK zur Verfügung. Im Heer gab es Flugzielsimulatoren, die an FlaRakPz angeschlossen wurden und die dem System simulierte Flugzieldaten und -signale einspielten. Für die Ausbildung des Instandsetzungspersonals gab es in den Fachrichtungen WHE (Waffen, Hydraulik, Elektrik) und Elektronik sog. AAI (Ausbildungsausstattung Instandsetzung), bei denen Originalbaugruppen und Anlagen in aufgelöster Bauweise in Gestellen angeordnet waren. Über ein Rechnerpult konnte der Ausbilder Fehler und Ausfälle programmieren, sodass eine intensive Schulung in Fehlersuche und -beseitigung auch im Hörsaalrahmen möglich war.

## Verwendung bei der Bundeswehr

### Rolandvariante Heer (Materialverantwortung)
Ab 1980 erfolgte die Einführung im Heer als Flugabwehrraketenpanzer (FlaRakPz, auch: FRP) auf dem modifizierten Fahrgestell des Schützenpanzers Marder. Insgesamt wurden 143 FlaRakPz (incl. drei Erp/TrVsuMuster) beschafft.

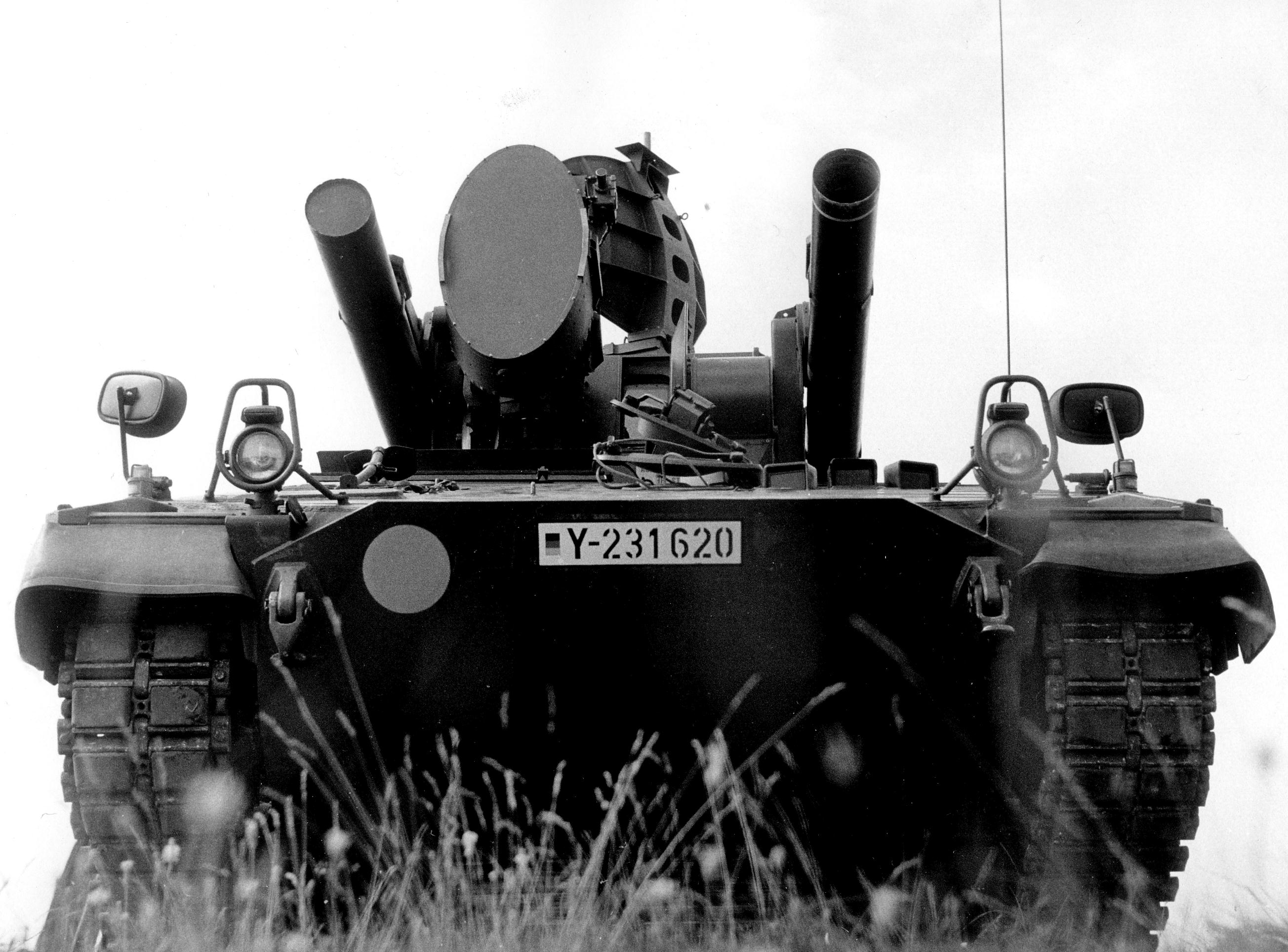
FlaRakPz Roland: Waffensystem auf modifiziertem Marderfahrgestell

Die ersten FlaRakPz wurden für Erprobungen, Truppenversuche und Beginn der Ausbildung ab 1979 vom Flugabwehrlehrbataillon 610 und der Heeresflugabwehrschule in Rendsburg sowie an der STTR 1/FSHT in Eschweiler eingesetzt.
Die Rolandverbände der Heeresflugabwehrtruppe waren den Korpsflugabwehrkommandeuren unterstellt. Die Regimenter bestanden aus einer Stabsbatterie, sechs Panzerflugabwehrraketenbatterien (PzFlaRakBttr) und einer Versorgungsbatterie. Den Einsatz der Batterien führten zwei FlaKampfverbände, denen je nach Lage und Auftrag eine unterschiedliche Zahl von Batterien unterstellt war und die durch Aufnahme weiterer Flugabwehreinheiten (PzFlakBttr Gepard) verstärkt werden konnten:
- 1980–1993: Flugabwehrregiment 100 mit FlaKpfVbd 110 und 120 in Wuppertal, Diedenhofen-Kaserne
- 1981–1994: Flugabwehrregiment 200 mit FlaKpfVbd 210 und 220 in München, Fürst-Wrede-Kaserne
- 1982–1993: Flugabwehrregiment 300 mit FlaKpfVbd 310 und 320 in Marburg, Tannenbergkaserne

Mit der Auflösung der Regimenter wurden übergangsweise Panzerflugabwehrraketenbataillone gebildet. Teilweise übernahmen die Bataillone das Material als nichtaktive Truppen und hielten es bis 2007 in Langzeitlagerung einsatzbereit.
- 1993–2001:  Panzerflugabwehrraketenbataillon 100 in Wuppertal
- 1993–2005:  Panzerflugabwehrraketenbataillon 101 na
- 2002–2005:  Panzerflugabwehrraketenbataillon 7 in Borken
- 1993–2005:  Panzerflugabwehrraketenbataillon 300[4] (PzFlaRakBtl 300) in der Kaserne in Rothwesten; bestand aus 1 Versorgungsbatterie und 3 Kampfbatterien.
- 1997–2007: Panzerflugabwehrraketenbataillon 301 na[5].

Nach den Führungs- und Einsatzgrundsätzen der Heeresflugabwehrtruppe schützten die FlaRakPz Roland Truppen, deren Einrichtungen und wichtige Anlagen gegen Aufklärung und Angriffe aus der Luft, häufig im Zusammenwirken mit dem Flugabwehrkanonenpanzer Gepard. Die Heeresflugabwehrtruppe war als bewegliche Feldflugabwehr nicht in das Luftverteidigungssystem der NATO integriert, unterlag hinsichtlich der Fla-Kampfführung jedoch den Regelungen und Weisungen der Alliierten Taktischen Luftflotten (ATAF).

### Rolandvarianten von Luftwaffe und Marine
Der Einführung des Waffensystems in die Luftwaffe und die Marine erfolgte:
- ab 1987 im Sonderaufbau (SARO) auf Lkw 15 t mil gl KAT I A1 (8×8) als FlaRakRad (auch FRR)[6]
- ab 1994 in einem leichteren, modifizierten  luftverlastbaren Aufbau auf Lkw 7t mil gl 6×6 als FlaRakRad lvb (auch FRR lvb).

Insgesamt wurden 115 FlaRakRad beschafft, davon 95 für die Luftwaffe (inkl. der zehn später auf FRR lvb umgerüsteten FRR) und 20 für die Marine.
Bei Luftwaffe und Marine gehörte zum Umfang des Waffensystems Roland ein Gefechtsstand:
- Flugabwehrgefechtsstand Roland (FGR)[7] auf Lkw 15t mil gl 8×8.  Insgesamt wurden 21 FGR beschafft (18 Luftwaffe, 3 Marine), deren Aufgabe es war, bis zu 10 Roland FRR zu führen. Für den Gegner war damit auch nur ein Radarsystem anstelle mehrerer erkennbar. Die einzelnen Rolandsysteme FRR konnten jedoch auch autonom ihren Auftrag erfüllen.

#### Verbände der Luftwaffe
- 29. September 1989–2003 Flugabwehrraketengruppe 41 Wangerland, ab 1993 auch in Rendsburg (4./41)[8]
- 1987–2004 Flugabwehrraketengruppe 144 Rendsburg (Ausbildungskontingent HFlaS),
- 1. April 1987–2002 Flugabwehrraketengruppe 42 (Schöneck-Kilianstädten in der Nidder-Kaserne und Heidenrod-Kemel in der Taunus-Kaserne[9])
- 2003–2004 Flugabwehrraketengruppe 14 in Schöneck
- 2003–2004 Flugabwehrraketengruppe 11 in Leck
- 2003–2004 Flugabwehrraketengruppe 12 in Sanitz
- 1. Januar 1989–2002 Flugabwehrraketengruppe 43   in Leipheim
- 2003–2006 Flugabwehrraketengruppe 15 in Leipheim

#### Verbände der Marine
- 1988–1991 Flugabwehrstaffel des Marinefliegergeschwaders MFG 1 in Jagel
- 1989–2002 Flugabwehrstaffel des Marinefliegergeschwaders MFG 2 in Tarp
- 1989–2002 Flugabwehrstaffel des Marinefliegergeschwaders MFG 3 „Graf Zeppelin“ in Nordholz[10]

Grundsätzlicher Zweck und Auftrag des Waffensystems Roland laut Einsatzbeschreibung der Luftwaffe:
Das WaSys Roland hat als taktische Feuereinheit der FlaRakGrp Roland den Auftrag, die ihr zugewiesenen Objekte vor Luftangriffen oder Luftaufklärung aus sehr tiefen, tiefen und mittleren Höhen zu jeder Tages- und Nachtzeit und unter allen Wetterbedingungen zu schützen.
Damit war die Hauptaufgabe der FlaRakRad der Schutz wichtiger Einrichtungen wie Fliegerhorste der Luftwaffe und der Marine. Nach der Auflösung der FlaRak-Gürtel waren die FlaRakRad Roland der Luftwaffe zusammen mit den Waffensystemen Patriot und HAWK bis 2005 Teil der FlaRak-Cluster und so ein Hauptanteil der bodengebundenen Flugabwehr der Bundeswehr.

### Flugabwehrraketengruppe 42 der Luftwaffe
Als erster Roland-Verband der Luftwaffe wurde die Flugabwehrraketengruppe 42 (FlaRakGrp 42) am 1. April 1987 in Schöneck (Hessen) aufgestellt, zum Teil mit Waffensystemen, die im Zuge des Roland-Patriot-Abkommens von 1983 von den USA beschafft wurden. Die Gruppe erfüllte in der Folgezeit auch Pilotaufgaben bei der Einführung des Roland-Systems in die Luftwaffe und Marine.

Im Rahmen des Roland-Patriot-Abkommens von 1983 hatte die FlaRakGrp 42 mit dem Schutz US-amerikanischer Basen in Deutschland einen besonderen, ständigen Einsatzauftrag.   

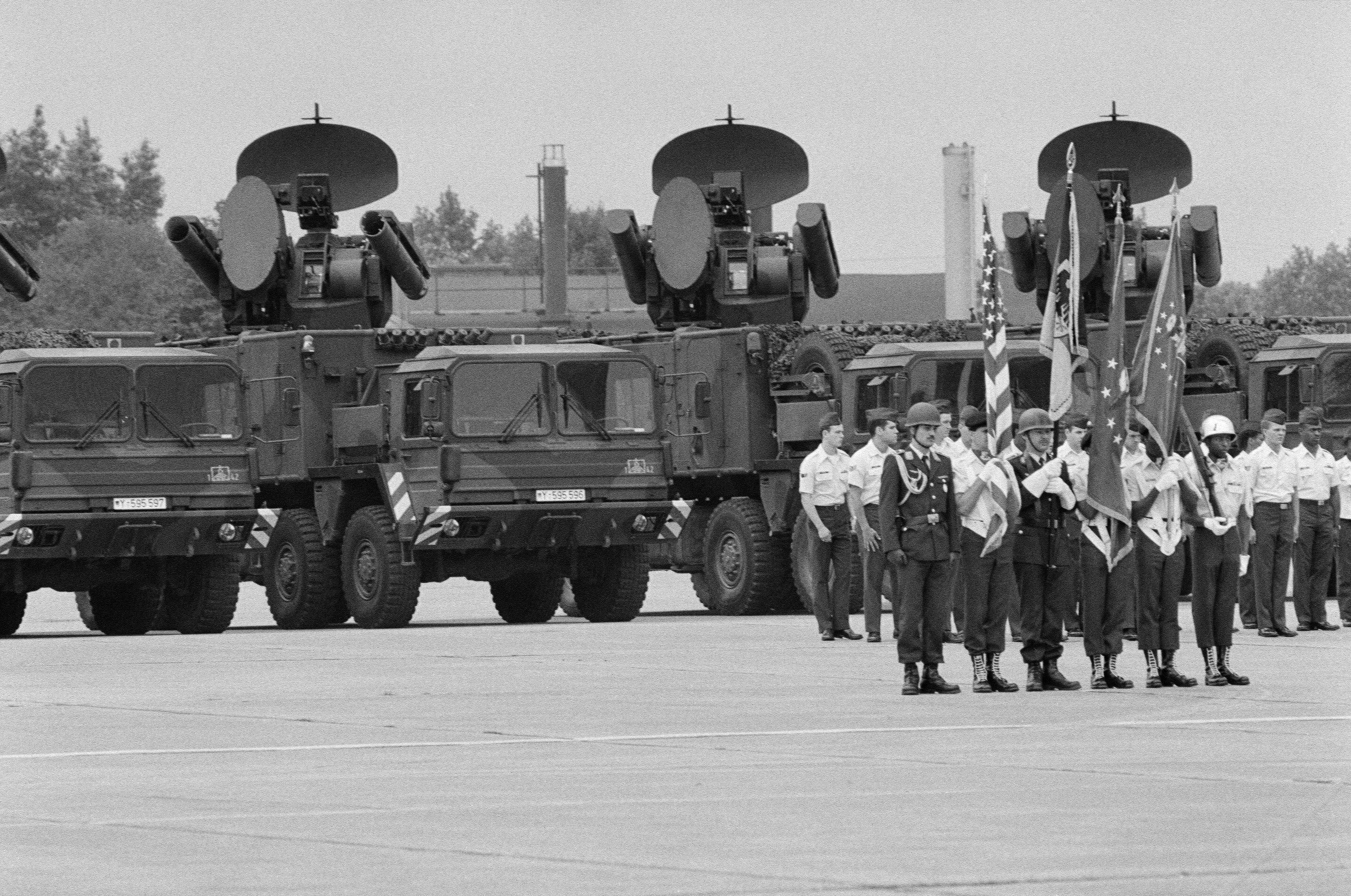
FlaRakRad Roland: Paradeaufstellung der FlaRakGrp 42

#### 1987
- 1. April 1987 – Aufstellung der FlaRakGrp 42
- 8. September 1987 – Übergabe des ersten Waffensystems ROLAND Rad (FRR)

#### 1988
- 1. Juli 1988 – AirBase Rhein Main – 1. Staffel
- 1. Oktober 1988 – AirBase Wiesbaden – 2. Staffel
- TACEVAL JaboG 31 – Nörvenich – 4. Staffel
- TACEVAL Sembach – Sembach – 3. Staffel

#### 1989
- Fliegerhorst Nörvenich / NRW, 4. Staffel
- Air Base Sembach / Rheinland-Pfalz, 3. Staffel
- Fliegerhorst Büchel / Rheinland-Pfalz, 5. Staffel
- Fliegerhorst Sobernheim / Rheinland-Pfalz, 6. Stff

#### 1993
- Air Base Ramstein / Rheinland-Pfalz – 2. Staffel
- Air Base Spangdahlem / Rheinland-Pfalz – 3. Staffel
- Air Base Geilenkirchen / NRW – 5. Staffel
- Fliegerhorst Rheine / NRW – 6. Staffel

## Verwendung in anderen Armeen

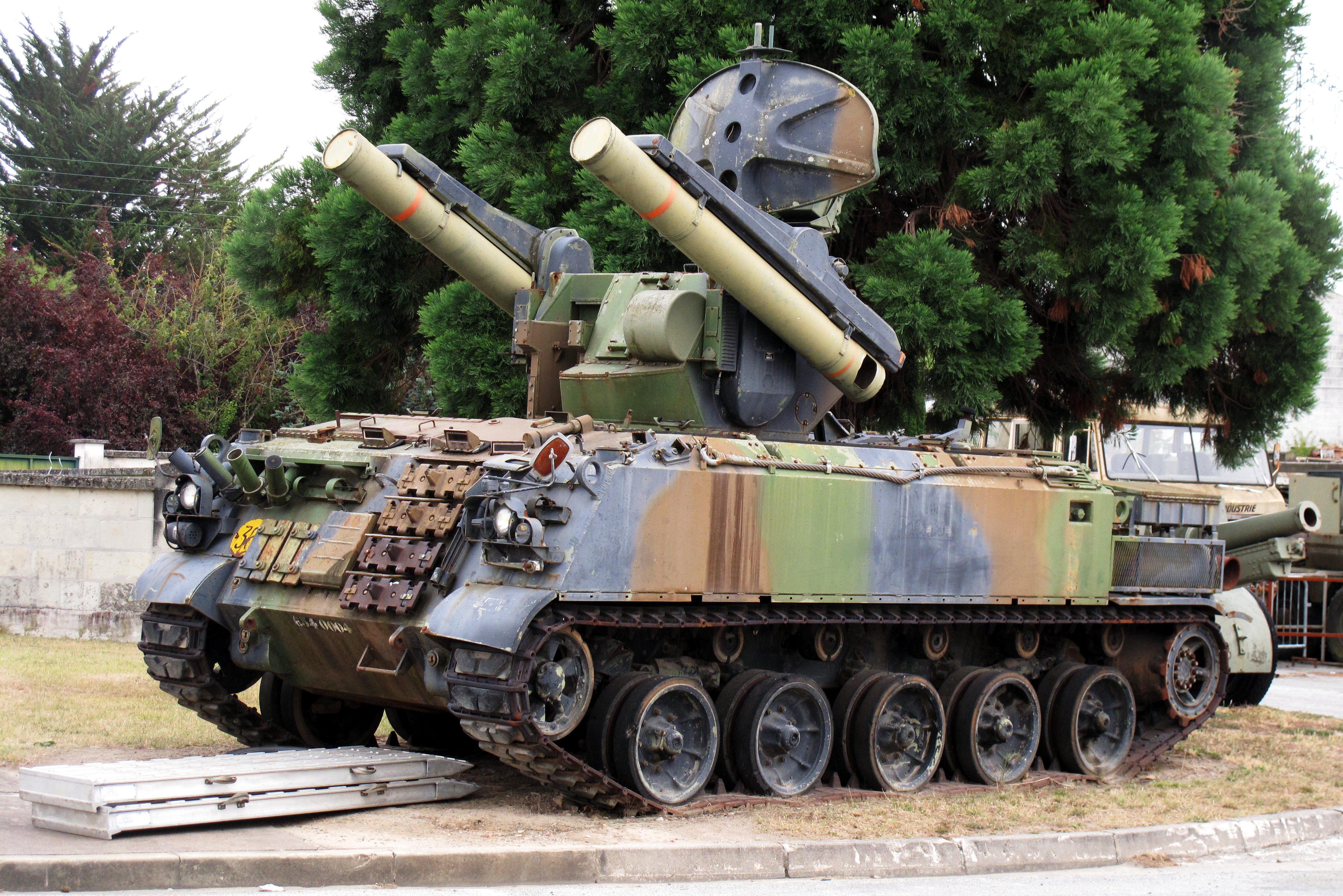
Französischer ROLAND-Flugabwehrpanzer Klarwetterversion auf mod. AMX-30

Das Flugabwehrsystem Roland war und ist bei vielen Streitkräften im Einsatz.
Die französische Armee hat ab 1978 etwa 180 Waffensysteme Roland I (Klarwetterversion, ohne Folgeradar) und Roland II (Allwetterversion) auf dem Fahrgestell des AMX-30 eingeführt. In späteren Jahren wurden die meisten Roland-I-Systeme im Rahmen von Exportvereinbarungen gegen Roland-II-Systeme ausgetauscht. Ab etwa 1994 wurden einige Roland II in die luftverladbare Version CAROL (Cabine aérotransportable Roland) umgesetzt, die einen leichten Sattelauflieger von ACMAT nutzte.

Die US Army beteiligte sich ab 1974 als dritter Partner des bis dahin bilateralen Vorhabens an der Erprobung und Weiterentwicklung des Systems und plante die Einführung nach mehreren Vergleichserprobungen mit anderen FlaRak-Systemen in einer Kabine auf einem modifizierten Fahrgestell auf Basis der Panzerhaubitze M109.

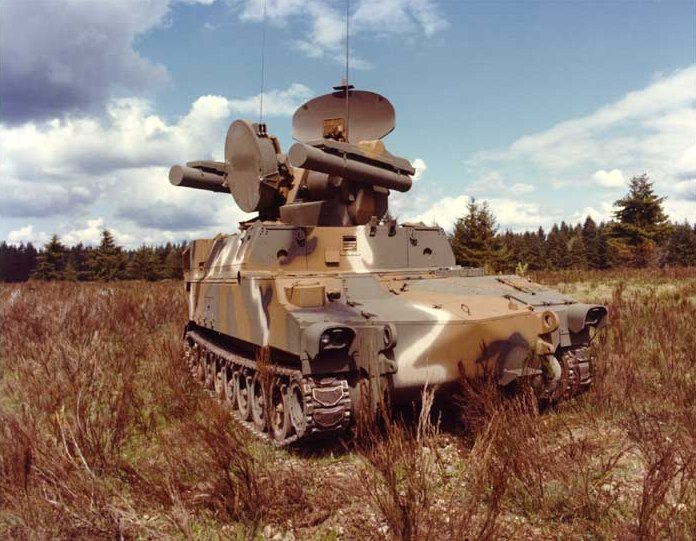
US-Roland auf Fahrgestell M109

 Nach Schwierigkeiten bei der Lizenzfertigung und Überschreitung des vorgegebenen Kostenrahmens wurde die Beschaffung jedoch 1981 vorzeitig beendet. Die bis dahin gefertigten 27 Waffensysteme des US-Roland (US-Bezeichnung MIM-115/XMIM-115A) wurden auf modifizierte 5-t-Lkw M812 A1 umgesetzt. Mit diesen Systemen wurde ein Bataillon der New Mexico National Guard (5/200th Bn ADA) ausgestattet, das als aktives Element der US-Rapid Deployment Force bis 1988 an weltweiten Operationen und Übungen der US-Army teilnahm.

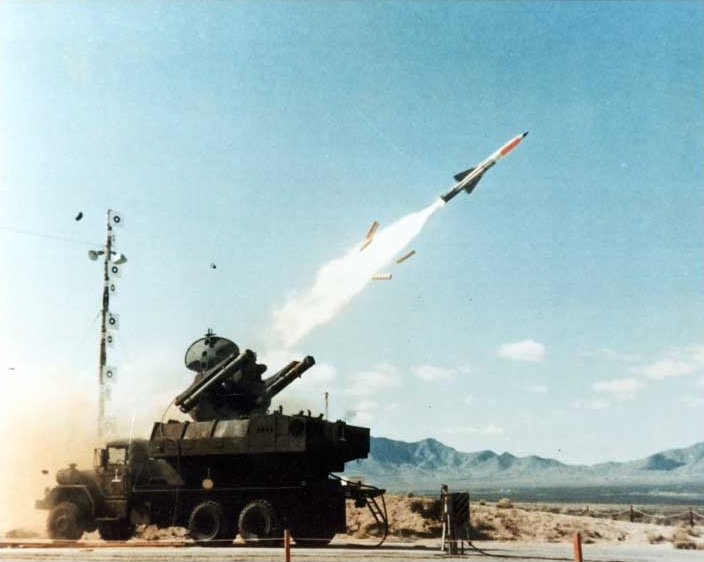
US-Roland auf Lkw 5t

## Nutzer
- Argentinien: 4 auf ACMAT
- Brasilien: 4 auf Marder-Chassis
- Deutschland: 115 auf MAN gl, 143 auf Marder; 2005 ausgemustert.
- Frankreich: Ca. 180 AMX-30R
- Irak: 100 auf MAN-Chassis, 13 AMX-30R
- Katar: 3 AMX-30R, 6 ACMAT
- Nigeria: 16 AMX-30R
- Slowenien: 9 ROLAND-2-Systeme auf MAN gl[11] von der deutschen Luftwaffe; außer Dienst gestellt.
- Spanien: 18 AMX-30R
- Venezuela: 6 auf ACMAT-LKW
- Vereinigte Staaten: 27 M812A1